# Alpine A525
El Alpine A525 es un monoplaza de Fórmula 1 construido por Alpine F1 Team y diseñado por David Sanchez para disputar la temporada 2025. Fue manejado inicialmente por el francés Pierre Gasly y el australiano Jack Doohan. Franco Colapinto, piloto reserva del equipo, reemplaza a Doohan a partir del Gran Premio de Emilia-Romaña.
Alpine presentó la decoración el 18 de febrero en Londres. El 24 de febrero, un día antes de las pruebas de pretemporada, Pierre Gasly manejó el monoplaza en el circuito Internacional de Baréin. Este es el último monoplaza motorizado por Renault, ya que a partir de la temporada 2026 la escudería francesa dejará de fabricar sus propias unidades de potencia para ser equipo cliente de Mercedes.

## Resultados

### Fórmula 1
(Clave) (negrita indica pole position) (cursiva indica vuelta rápida)

| Año   | Motor                        | Neu. | N.º | Pilotos          | 1   | 2   | 3   | 4   | 5   | 6   | 7   | 8   | 9   | 10  | 11  | 12  | 13  | 14  | 15  | 16  | 17  | 18  | 19  | 20  | 21  | 22  | 23  | 24  | Puntos | Pos. |
| ----- | ---------------------------- | ---- | --- | ---------------- | --- | --- | --- | --- | --- | --- | --- | --- | --- | --- | --- | --- | --- | --- | --- | --- | --- | --- | --- | --- | --- | --- | --- | --- | ------ | ---- |
| 2025* | Renault E-Tech RE25 V6 Turbo | P    |     |                  | AUS | CHN | JPN | BHR | ARA | MIA | EMI | MON | ESP | CAN | AUT | GBR | BEL | HUN | NED | ITA | AZE | SIN | USA | MEX | SÃO | LVG | QAT | ABU | 20     | 10.º |
| 2025* | Renault E-Tech RE25 V6 Turbo | P    | 7   | Jack Doohan      | Ret | 13  | 15  | 14  | 17  | Ret |     |     |     |     |     |     |     |     |     |     |     |     |     |     |     |     |     |     | 20     | 10.º |
| 2025* | Renault E-Tech RE25 V6 Turbo | P    | 10  | Pierre Gasly     | 11  | DSQ | 13  | 7   | Ret | 138 | 13  | Ret | 8   | 15  | 13  | 6   | 10  | 19  |     |     |     |     |     |     |     |     |     |     | 20     | 10.º |
| 2025* | Renault E-Tech RE25 V6 Turbo | P    | 43  | Franco Colapinto |     |     |     |     |     |     | 16  | 13  | 15  | 13  | 15  | DNS | 19  | 18  |     |     |     |     |     |     |     |     |     |     | 20     | 10.º |

- * Temporada en progreso.